# نوك أباد (برزاوند)
نوك أباد (بالفارسية: نوک‌آباد) هي قرية تقع في إيران في قسم برزاوند الريفي.